# Türkân
Türkân, auch Türkan geschrieben, ist ein türkischer weiblicher Vorname türkischer und persischer Herkunft. Er bedeutet „Königin“ oder „schönes Mädchen“. Er kommt in der Form Türkan auch als Familienname vor.

## Namensträgerinnen
- Türkân Akyol (1928–2017), türkische Ärztin, Wissenschaftlerin und Politikerin
- Türkan Dagli (* 1975), deutsch-türkisch-luxemburgische Architektin
- Türkan Rado (1915–2007), türkische Rechtswissenschaftlerin
- Türkan Saylan (1935–2009), türkisch-schweizerische Autorin und Medizinerin
- Türkân Şoray (* 1945), türkische Schauspielerin

### Familienname
- Ali Türkan (* 1987), türkischer Fußballtorhüter
- Derya Türkan (* 1973), türkischer Musiker
- Dilek Türkan (* 1978), türkische Musikerin klassischer Musik

## Sonstiges
- Türkan (Baku), Stadtgemeinde in Aserbaidschan im Bezirk Baku, siehe Xəzər (Rayon)